# Робледа (Саламанка)
Робледа (ісп. Robleda) — муніципалітет в Іспанії, у складі автономної спільноти Кастилія-і-Леон, у провінції Саламанка. Населення — 509 осіб (2010).
Муніципалітет розташований на відстані близько 250 км на захід від Мадрида, 100 км на південний захід від Саламанки.

## Демографія
Динаміка населення (INE ):

## Зовнішні посилання
- Провінційна рада Саламанки: індекс муніципалітетів
- Вебсторінка муніципалітету Робледа
- Посилання на Google Maps